# 尚巴志王
尚 巴志王（しょう はしおう、1372年（洪武5年） - 1439年6月1日（正統4年4月20日））は、琉球王国の第一尚氏王統・第2代国王（在位：1422年 - 1439年）。尚思紹王の子。1429年、三山（中山・山北・山南）を統一し、琉球王国が成立した。神号は勢治高真物（せじたかまもの）。

## 概要
尚思紹と美里子の娘の長男として生まれる。父の尚思紹は、「苗代大親（なわしろうふやー）」ともいわれる。
1393年、当時伊覇城を拠点としていた伊覇按司一世の推挙を経て父の後を継ぎ南山の佐敷按司となる（後に尚巴志は伊覇按司一世の長女・眞鍋金を妃とした）。
1406年、中山王武寧を攻撃して察度王統を滅亡させ（中山侵攻）、首都を浦添から首里（現在の那覇市）に遷した。また父の尚思紹を中山王に即位させた。
1416年、北山王攀安知を倒し(北山侵攻)、次男の尚忠を北山監守として北部の抑えにした。
1421年に父の尚思紹王が薨去し、1422年に中山王に即位。
1429年、南山王他魯毎を滅ぼして第一尚氏王統による琉球王国最初の統一王朝を成立させた。
在位中は首里城を拡張整備し、王城にふさわしい城とした。あわせて安国山に花木を植え、中山門を創建し外苑を整備した。また那覇港の整備を進め、中国（明）をはじめ日本・朝鮮・南方諸国・海外諸国との交易を盛んに行い、琉球の繁栄の基礎をもたらした。
なお、研究者の間では、「尚巴志」は当て字であるとの考えが共通認識である。しかし、その読み方としては、主に以下の説が提唱されており、定説と呼べるものはない。
- 東恩納寛惇『沖繩奄美大島地名辭典』（第3版、第1頁、昭和49年）では「こはち」とする。琉球文学研究者の池宮正治などによる「しゅあじ（小按司）」説や、おもろさうしに出てくる「ちやうはち（チョーハチ）」説[2]
- 琉球歴史研究者の上里隆史などによる「さばち」説や「しょうあじ（小按司）」説[3]
- 漢文学者の石井望による、『皇明實録』所載の蘇惹爬燕之、師惹、思紹とともに山南領域の「すざ（べじ）」（兄、王）の福建漢字音とする説[4]
- 尚巴志王の童名とされる「さはち」説

尚巴志は三山を1429年に統一したとするのが通説だが、和田久徳は、早期の『明実録』『歴代宝案』で三山統一が明示されたわけではなく、単に南山の遣使が翌年以後に記載を見ないだけであるとして、三山統一の史実が存在しないとした
石井望は、三山統一説の始見は1456年『寰宇通志』卷百十六琉球國條だとして、その記述では永楽年間に冊封を受けたが、「自後惟だ中山王のみ來朝し、今に至るまで絶えず、その山南山北二王は蓋し中山王の併する所となる云」との推測を記載している。明国では実情が分からず、ただ朝貢が来ないだけだとする。よって石井は、三山時代とはイスラム宦官貿易時代であり、統一と見えるのは鄭和らの宦官貿易時代が終ったに過ぎないとする。1429年以後も争乱が相次ぎ、統一にほど遠いが、金丸尚円時代からは薩摩の貿易統制の結果、琉球の統一性が高まり、尚氏は世襲され、後に第二尚氏と呼ばれるに至る、とする 

## 系譜
- 父：尚思紹王
- 母：不詳。美里子の娘（伝承）
- 妃：眞鍋金（マチルギ、伊覇按司一世の長女）
  - 長男：佐敷王子（叔父平田大比屋の養子、平田之子となる[9]）
  - 次男：尚忠（初代北山監守、後に第三代琉球国王、母は妃の眞鍋金）
  - 三男：今帰仁王子（元具志頭王子、第二代北山監守）
  - 四男：八重瀬按司（八重瀬城主）
  - 五男：尚金福（第五代琉球国王）
  - 六男：尚布里（江洲王子）
  - 七男：尚泰久（越来王子、第六代琉球国王、母は妃の眞鍋金）
  - 八男：前田按司
  - 長女：佐司笠安司加那志

## 登場作品
テレビドラマ
- 琉球歴史ドラマ 尚巴志（2017年、琉球放送、演・金城大和）